# アンリ1世 (ブルゴーニュ公)
ブルゴーニュ公アンリ1世（Henri Ier, 946年 - 1002年）は、ヌヴェール伯およびブルゴーニュ公（在位：965年 - 1002年）。大公（le Grand,ル・グラン）とも称される。出生時の名前は「ウード」であり、ブルゴーニュ公に選ばれて以降「アンリ」の名を用いたことから、ウード＝アンリ（Eudes-Henri）の名でも知られる。

## 生涯
アンリはパリ伯ユーグ大公と東フランク王ハインリヒ1世の娘ハトヴィヒとの間の末息子として生まれ、フランス王ユーグ・カペーの弟にあたる。ウードの名で幼少時に教会に入り、ブルゴーニュ公であった兄オトンが965年2月22日に死去した時には聖職者となっていた。ウードはブルゴーニュの伯から兄オトンの後継者として選ばれ、「アンリ」の名が与えられた。しかし、アンリ自身が領したのは3つの伯領に過ぎず、921年に死去したブルゴーニュ公リシャールの領地を中心とした残りの6つの伯領は、アンリの家臣が領有していた。
972年、アンリはイタリア王アダルベルト2世の寡婦ジェルベルジュ・ド・マコンと結婚した。ジェルベルジュには前夫アダルベルト2世の間にオット＝ギヨームという息子がいた。アンリは2番目にガスコーニュ公ギヨーム2世の娘ガルサンドと結婚、さらに3度目にシャロン伯ランベールの娘マティルド（マオー）と結婚した。しかし、アンリはいずれの妃との間にも男子は得られず、初婚の妃ジェルベルジュの継子でイタリア王子のオット＝ギヨームが後継者となった。このため、オット＝ギヨームの支持者とフランス王ロベール2世の支持者の間で継承争いが起こり、最終的にロベール2世側が勝利した。

## 子女
3番目の妃シャロン伯ランベールの娘マティルド（マオー）・ド・シャロンとの間に一女がいる。
- アランブルジュ（999年 - ?） - ダルマス1世・ド・スミュール（Dalmace I de Semur）と結婚[2]

マティルドはアンリ1世との死別後、スミュール卿ジョフロワ1世と再婚した。娘アランブルジュの夫ダルマス1世・ド・スミュールはジョフロワ1世と初婚の妻の息子である。